# Erich J. Wolff

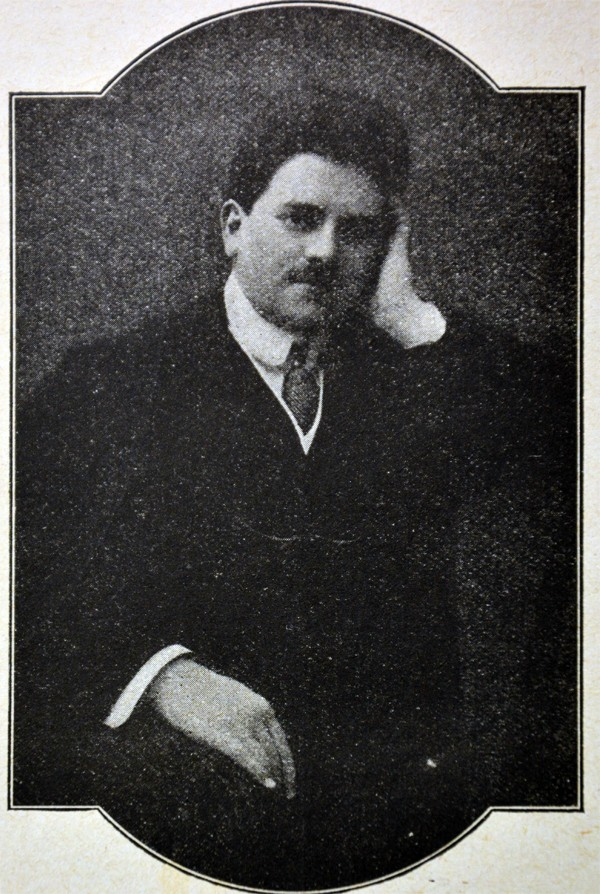
Erich J. Wolff

Erich Jaques Wolff, ursprungligen Jacob Leon Wolff, född 3 december 1874 i Wien, död 20 mars 1913 i New York, var en österrikisk pianist och tonsättare. 
Wolff studerade pianospel och komposition vid Wiens musikkonservatorium. Han var från 1906 bosatt i Berlin och verksam som ackompanjatör för många kända sångare och sångerskor, vilka han ledsagade på omfattande turnéer (flera gånger till Skandinavien); på en sådan avled han i New York. Han var dessutom en talangfull sångkompositör och skrev vidare även en violinkonsert och en del kammarmusik.